# 이상철 (1950년)
이상철(1950년 1월 10일 ~ 2007년 2월 25일)은 어부, 기관사 보조, 페인트 가게 주인, 조선소 노동자, 서예가이다. 어부로 일하다 납북된 뒤 송환됐지만 억울하게 간첩 누명을 쓰고 살았다.
1971년 9월 바다에서 조업하던 중 태풍을 만나 납북됐다가 이듬해 9월 7일 송환됐다. 그러나 송환되고 나서 반공법 위반 혐의 등으로 기소돼 같은 해 12월 4일 징역 1년에 자격정지 1년을 선고받았다.
교도소를 나온 뒤 결혼도 하고 새 삶을 꾸려가는 듯 싶었으나, 1983년 다시 간첩 혐의로 끌려와 고문을 받고 결국 37일 만에 간첩이라고 거짓 자백했다. 결국 국가보안법위반 7년, 반공법위반 7년, 향군법위반 3년으로 17년 형을 선고받고 14년 동안 감옥에 갇혔다가 1998년 8월 15일 출소했다.
출소한 뒤 승려가 되었으며, 2007년 진실화해를위한과거사정리위원회(과거사위)로부터 본격적인 조사에 들어갈 예정이라는 연락을 받았다. 그러나 약 한 달쯤 뒤인 2007년 2월 25일에 심장마비로 사망했다.
2011년 10월 20일, 죽은 지 4년이 지나고 나서야 비로소 법원으로부터 무죄 판결을 받았다..